# فلاديبيلاجوس
فلاديبيلاجوس (بالإنجليزية: Valdepiélagos)‏ هي بلدية ومدينة في منطقة الحكم الذاتي وتقع في منطقة مدريد في وسط إسبانيا. تبلغ مساحة هذه المدينة 17,59 (كم²)، ويبلغ عدد سكانها 571 نسمة حسب إحصاء سنة 2012 م.